# Manny Ziener

Manny Ziener auf einer Fotografie von Alexander Binder

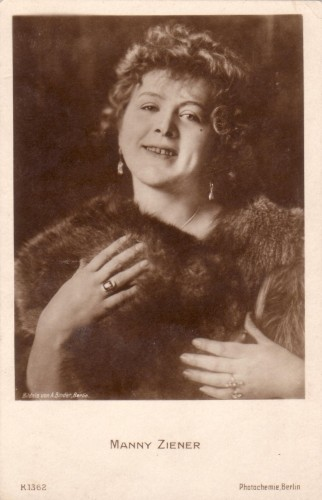
Manny Ziener (um 1918)

Manny Ziener (* 5. Oktober 1881 als Amanda Margarethe Elise Emma Lemke in Berlin; † 4. Mai 1972 ebenda) war eine deutsche Schauspielerin.

## Leben und Wirken
Die geborene Amanda Lemke war eine Tochter des Hausdieners Hermann Lemke und seiner Frau Bertha, geb. Kusch. 1906 heiratete sie den Schauspieler Bruno Ziener. Seit ihrem künstlerischen Einstand in der Spielzeit 1903/04 am Berliner Metropol-Theater als Diseuse / Sängerin und Schauspielerin stand sie als Manny Lemke auf Berliner Bühnen, nach ihrer Eheschließung mit Ziener als Manny Ziener. Seit 1912 trat die Künstlerin auch als Filmdarstellerin in Erscheinung. Auf der Bühne wie beim Film spielte sie vorwiegend in Komödien und mimte in Nebenrollen etwas derbe junge Frauen. An der Volksbühne war sie öfter als Kabarettistin zu sehen.
In den 20er Jahren war Manny Ziener fast ausschließlich Theaterschauspielerin, in den 30er Jahren kehrte sie aber als Nebendarstellerin auf die Leinwand zurück. In Meine Freundin Barbara (1937) verkörperte sie die Mutter der Hauptdarstellerin Grethe Weiser. Ziener arbeitete auch für den Hörfunk. Sie starb am 4. Mai 1972 in Berlin im Alter von 90 Jahren.

## Filmografie
- 1912: Die Mauritiusmarke
- 1912: Die Dame in Schwarz
- 1913: Wer ist der Täter?
- 1913: Aus eines Mannes Mädchenzeit
- 1913: Hurrah! Einquartierung!
- 1913: Ein medizinisches Rätsel
- 1913: Die schwarze Kugel oder Die geheimnisvollen Schwestern
- 1913: Zwei Tage im Paradies
- 1913: Richard Wagner
- 1914: Um ein Haar
- 1914: Die große Sünderin
- 1914: Fräulein Leutnant
- 1914: Das Vaterland ruft
- 1914: Die zerbrochene Puppe
- 1914: Er rechts – sie links
- 1915: Onkels Erbe
- 1915: Schipp schipp hurrah!
- 1915: Unverstanden – Die Tragödie eines Kindes
- 1915: Der Krieg brachte Frieden
- 1915: Liebe und Alkohol
- 1915: Die zerbrochene Puppe
- 1915: Die Austernperle
- 1915: Sein erstes Kind
- 1915: Die Enterbten
- 1916: Ein goldenes Geschäft
- 1916: Teddy … sein Diener
- 1916: Wie Teddy zu einer Frau kam
- 1916: Die Laune einer Modekönigin
- 1916: Der Millionenschuster
- 1916: Der Schloßschrecken
- 1916: Homunkulieschen
- 1916: John Rool
- 1917: Lola, die Schlangentänzerin
- 1919: Aus eines Mannes Mädchenjahren
- 1921: Miß Venus
- 1933: Die Herren vom Maxim
- 1935: Der blaue Diamant
- 1935: Eine Seefahrt, die ist lustig
- 1936: Die Hochzeitsreise
- 1936: Karo König
- 1936: Maria, die Magd
- 1936: Onkel Bräsig
- 1937: Der Lachdoktor
- 1937: Gabriele: eins, zwei, drei
- 1937: Meine Freundin Barbara
- 1939: Die Reise nach Tilsit
- 1940: Zwischen Hamburg und Haiti
- 1944: Nora
- 1945: Die Jahre vergehen
- 1955: Oberwachtmeister Borck
- 1964: Pension Spreewitz (TV-Serie, Folge: Alles für die Katz)

## Hörspiele
- 1962: Thierry: Pension Spreewitz (Ein Raubüberfall wird verhindert, Folge 118, Erstsendung 1. September 1962) – Regie: Ivo Veit (RIAS Berlin)
- 1964: Erdmann Graeser: Die Koblanks. Damals war's – Geschichten aus dem alten Berlin (Frau Zumpe, Krämersfrau) (Geschichte Nr. 1 in 12 Folgen) – Regie: Ivo Veit (RIAS Berlin)
- ?    : Alf Tamin: Hilfe – Meine Frau will mein Bestes. Ein ehelicher Stoßseufzer – Regie: Werner Oehlschläger (RB)